# 加賀一郎
加賀一郎（1898年6月10日—1946年11月5日）是日本男子田徑運動員。為提升臺灣田徑水平，臺灣體育協會曾在1930年7月邀請加賀一郎來臺講授。